# مشاري الخليفة
مشاري الخليفة لاعب كرة قدم سعودي يلعب في نادي البكيرية كمهاجم.

## مسيرة اللاعب
لعب في نادي التعاون في الفئات السنية وانتقل إلى فئة الشباب في نادي الحزم في عام 2022 ووقع مع نادي البكيرية في عام 2024.